# Egypt na Letních olympijských hrách 2016
Egypt se účastnil Letní olympiády 2016.

## Medailové pozice
| Medaile | Jméno        | Sport     | Disciplína |
| ------- | ------------ | --------- | ---------- |
| Bronz   | Mohamed Ihab | Vzpírání  | Muži 77 kg |
| Bronz   | Sara Samir   | Vzpírání  | Ženy 69 kg |
| Bronz   | Hedaya Malak | Taekwondo | Ženy 57 kg |